# دوري السوبر السويسري 2002-03
دوري السوبر السويسري 2002-03 هو الموسم 105 من  دوري السوبر السويسري. أشرف على تنظيمه دوري السوبر السويسري، وكان عدد الأندية المشاركة فيه  12، وفاز فيه نادي غراسهوبر زيوريخ.